# Macrothele maculata annamensis
Macrothele maculata annamensis là một loài nhện trong họ Hexathelidae. Loài này phân bố ở Việt Nam.